# Stanislas Potocki
Stanislas Félix Potocki (en polonais Stanisław Szczęsny Potocki), né en 1753 à Czerwonogród et mort à Tulczyn en 1805, est un aristocrate polonais de la prestigieuse famille d'origine ruthène des Potocki. Diplomate et poète, il fut député de la Diète, lieutenant-général polonais, puis général de l'armée impériale russe, condamné par ses compatriotes à l'infamie.

## Biographie
Il est le fils du comte Franciszek Salezy Potocki, voïvode de Kiev et de Tulczyn et de son épouse et cousine Anne Potocka, tous deux issus de la branche ruthène des Potocki, leur ancêtre Stanislas ayant été hetman.

Après la mort du prince August Aleksander Czartoryski (1697-1782), le roi Stanislas-Auguste Poniatowski lui confère le titre de voïvode de Ruthénie et le grade de lieutenant-général. Il est élu à la Diète des Quatre Ans en 1784, comme député de Bracław. Il s'emploie à défendre les privilèges et les droits de la haute noblesse, et il est partisan aussi de réformes inspirées par les Lumières à l'autrichienne, et de mesures préconisées par le roi. Sa popularité atteint un pic lorsqu'il donne quatre cents hommes à l'armée du royaume en 1784. Cependant, comme beaucoup de grands seigneurs, il associe la liberté de son pays à la seule liberté des grands seigneurs.

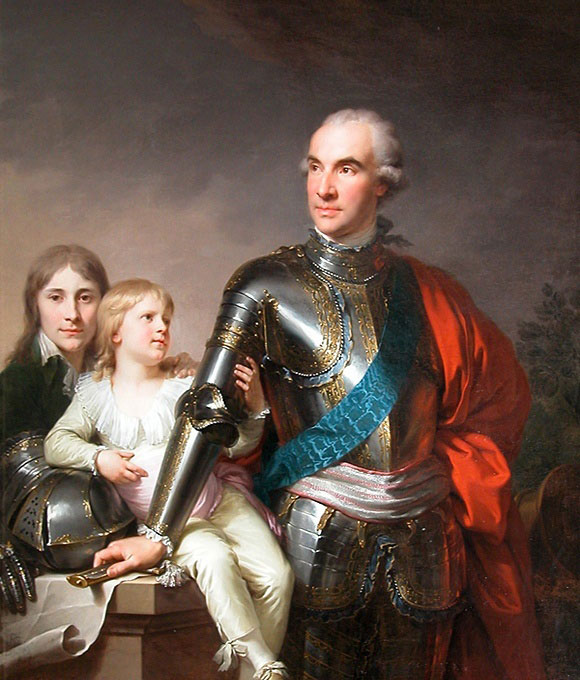
Portrait du comte Potocki avec deux de ses fils, vers 1789-1790. Au musée du Louvre

La Pologne, bloquée par le système du liberum veto, commence à être dépecée entre les trois puissances voisines, la Prusse, l'Autriche et la Russie. Il proteste contre la constitution du 3 mai 1791 qui est défavorable à la noblesse terrienne, car elle soumet les paysans à la juridiction d'État au lieu de celle des seigneurs, et qui se fait d'autre part dans une Europe qui craint les désordres de la Révolution française. Il se rend donc en mars 1792 à Saint-Pétersbourg en délégation, afin de convaincre la Grande Catherine d'appuyer la confédération de Targowica et de rétablir les institutions de l'ancienne Pologne. Cette délégation est composée de grands seigneurs et magnats polonais et provoque le deuxième partage de la Pologne, par l'intervention des Russes le 18 mai 1792, qui trouvent ainsi un prétexte au rétablissement de l'ordre, et l'occupation d'une partie du pays par la Prusse. Le comte, maréchal de la confédération, demande aussi à Léopold II de soutenir la haute noblesse polonaise. Il prend les armes dans les environs de son château de Tulczyn.
Potocki est condamné à mort en Pologne en 1794, pendant le soulèvement de Kościuszko et son effigie est brûlée en place de Varsovie; il sera finalement gracié. En 1795, la Pologne cesse d'exister comme État souverain. Potocki est nommé général d'infanterie de l'armée russe.
Il prend sa retraite en 1798 : il se retire dans son château de Tulczyn, dans l'actuelle Ukraine, qu'il avait fait construire et où il meurt le 14 mars 1805.

### Mariages et descendance

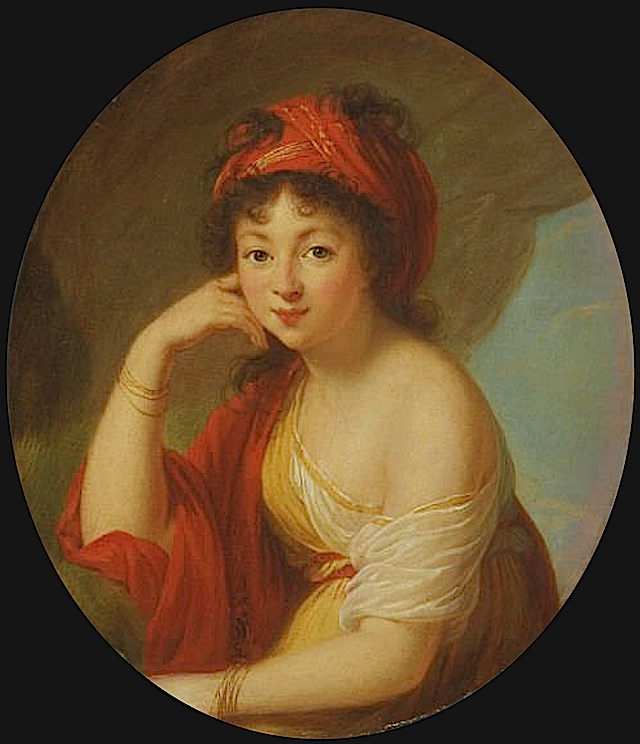
Comtesse Pélagie Roza Potocka Sapieha
1793-1794
par Élisabeth Vigée Le Brun
San Marino (Californie)

Stanisław Szczęsny Potocki épouse à Dukla le 1er décembre 1774 Józefina Amalia (pl) née Mniszech (Dresde, 29 août 1752 - Saint-Pétersbourg, octobre 1798), et, devenu veuf, Sophie Glavani, originaire de Grèce (1760-1822), ancienne épouse du comte Józef Zefiryn de Witte (1739-1815), général d'infanterie de l'armée impériale russe.
Stanislas Potocki et Joséphine Mniszech ont eu 11 enfants :
- Pelagia Róża Potocka (Varsovie, 1775 - Paris, 1846) qui épouse le général-prince Franciszek Sapieha (1772-1829) puis le prince Paweł Sapieha (1781–1855). Avec son premier époux, elle est notamment l'ancêtre de la reine Mathilde de Belgique ;
- Szczęsny Jerzy Potocki (1776-1809), sans épouse ;
- Viktoria Potocka (Toulchyn, 1779 - Moscou, 1826) qui épouse en 1801 le comte Antoine-Louis-Octave de Choiseul-Gouffier, pair de France (Paris, 1773 - Florence, 1840), puis après divorce, le général russe Alexei Bakhmetiev, dont postérité des deux mariages ;
- Ludwika Potocka (1779-1850), jumelle de Viktoria, qui épouse le colonel Józef Dominik Korwin Kossakowski (1871-1840) ;
- Róża Potocka (château de Toultchyn, 1780 - Paris 8e, 20 décembre 1862) qui épouse le comte Antoni Norbert Robert Potocki (1780-1850), après divorce en 1813 épouse en 2e noces le comte Władysław Grzegorz Branicki (1783–1843), dont postérité des deux mariages ;
- Konstancja Potocka (Toultchyn, 1781- 1852) qui épouse le comte Edward Raczyński (1786–1845)
- Stanisław Potocki (1782-1831) qui épouse en 1813 Katarzyna Branicka (1781 - Varsovie, 1820)
- Jarosław Potocki (1784-1838) qui épouse Maria Beydo-Rzewuska (1786-1832)
- Oktawia Potocka (1786-1842) qui épouse Jan Nepomucen Świejkowski
- Włodzimierz Potocki (1789-1812) qui épouse Tekla Sanguszko
- Idalia Potocka (Vienne, 4 juin 1792 - Paris, 11 juillet 1859) qui épouse en 1806 le prince Mikołaj Sapieha (1779-1843).

De son mariage avec Sophie Glavani (1760-1822) sont nés 8 enfants :
- Konstanty Potocki ;
- Mikołaj Potocki ;
- Helena Potocka
- Aleksander Potocki
- Miécislas Potocki, hérite du château de Toultchyn,  (château de Toultchyn, 12 novembre 1799 - Paris 8e, 26 novembre 1878) ;
- Zofia Potocka (1801-1875), qui épouse le général Kisseleff ;
- Olga Potocka (château de Toultchyn, 1802 - Paris 8e, 8 octobre 1861), qui épouse le prince Léon Narychkine ;
- Bolesław Potocki Pol. (1805-1893), marié en 1825 avec la princesse Maria Saltikowa (7 février 1807 - Paris, 21 janvier 1845), inhumée au cimetière de Montmartre, parents de Maria Potocka (1er août 1839 - 18 mars 1882), mariée  en 1856 avec le comte Gregor ou Grigory ou Grégoire Stroganoff (Saint Petersbourg, 16 juin 1829 - Paris, 13 juillet 1910), fils du prince Serge Stroganov, issu d'une célèbre famille russe de collectionneurs d'Art, qui achète en 1869 le palais Potocki de Toultchyn à son oncle Miecislas Potocki et le revend ensuite[1].

### Distinctions
- Chevalier de l'Ordre de l'Aigle blanc (1775)

### Citation
Après avoir signé le pacte de la confédération de Targowica : Tout Polonais, non aveuglé par la cabale prussienne et royaliste, est convaincu que notre patrie ne peut être sauvée que par la Russie, sinon ce serait l'esclavage pour notre nation.

### Portraits
Le portrait du comte Stanislas Potocki, peint à Rome en 1780 par le peintre français Jacques-Louis David, se trouve au musée du Palais de Wilanów à Varsovie.
Celui du comte avec deux de ses fils, peint vers 1789-1790 par le peintre autrichien Giovanni Battista Lampi, se trouve au musée du Louvre à Paris.

### Note
- (it) Cet article est partiellement ou en totalité issu de l’article de Wikipédia en italien intitulé « Stanisław Szczęsny Potocki » (voir la liste des auteurs).

1. ↑  (en) Olena Korosha - Volodymyr Smoliak, « Architectural ensemble of the Pototskyi in Tulchyn as the standart of classicism in eastern podillia », sur science.ipnu.ua, 2018 (consulté le 1er mars 2023)
2. ↑  « LE COMTE STANSLAS-FELIX POTOCKI ... », sur www.pop.culture.gouv.fr (consulté le 4 décembre 2022)